# سروستان (مقاطعة بوانات)
سروستان (بالفارسية: سروستان) هي قرية تقع في إيران في Sarvestan Rural District. يقدر عدد سكانها بـ 442 نسمة بحسب إحصاء 2016.